# فخرالدین مناف‌اف
فخرالدین مناف‌اف (ترکی آذربایجانی: Fəxrəddin Manafov؛ زادهٔ ۲ اوت ۱۹۵۵) بازیگر اهل اتحاد جماهیر شوروی سوسیالیستی است.
وی همچنین برندهٔ جوایزی همچون هنرمند خلق آذربایجان شده‌است.